# Экономические известия
Экономические известия — первая ежедневная украинская деловая газета.
Создана бывшими главными редакторами газеты «Бизнес». Издавалась в 2004—2012 годах. Летом 2012 года перестала выходить печатная версия. Издание трансформировано в портал деловых новостей eizvestia.com. Принадлежит холдингу «Медиа инвест групп».

## Хронология

### Период печати
Выходила с мая 2004 года. Основана бывшими главными редакторами газеты «Бизнес» Игорем Власюком и Константином Дониным в марте 2004 года. Финансировал проект Сергей Тигипко.
Газета стала первым украинским экономическим изданием, которое выходило в свет чаще одного раза в неделю. В мае-ноябре 2004 года газета выходила три раза в неделю, с декабря 2004 по сентябрь 2005 года — четыре раза в неделю, далее — пять раз. Принадлежала группе ТАС.
В 2006 году издание приобрел совладелец «Индустриального союза Донбасса» (ИСД) Сергей Тарута. Газета вошла в холдинг «Медиа Инвест Групп», который на тот момент уже владел журналом «Эксперт» и интернет-порталом ubp.com.ua, а с 2010 года начал выпуск женского журнала LQ.

### Финансовые проблемы. Переход в онлайн
Несколько лет подряд в редакции остро стояла проблема долгов по зарплате. Доходило даже до забастовки.
20 июля 2012 холдинг «Медиа инвест групп» объявил о прекращении выпуска печатных версий газеты «Экономические известия», журнала «Статус» и их консолидацию в интернет-портал и деловых новостей eizvestia.com. В тот же день вышел последний (1813-й) номер газеты.
В конце 2012 года с портала уволили часть журналистов. Заработную плату остальных поставили в зависимость от статистики просмотров их материалов.

### Судебный процесс с банком «Союз»
Весной 2013 года коммерческий банк «Союз» обратился с судебным иском на 1 млн. грн. к издателю «Экономических известий» в связи с перепубликацией с газеты «Зеркало недели. Украина» на интернет-портале eizvestia.com статьи журналиста Юрия Бутусова о фактах хищения средств в АО «Родовид Банк». Впоследствии ещё один иск на аналогичную сумму также подал заместитель председателя правления КБ «Союз» и экс-вице-президент АБ «Родовид» Сергей Дядечко. Судовые заседания по обоим искам проходят в закрытом режиме.
Медиа-эксперты считают, что многомиллионные иски к СМИ являются попыткой заставить его молчать и не публиковать невыгодную информацию. Также это может быть попыткой рейдерского захвата.

## Главные редакторы
- Константин Донин (март — ноябрь 2004 года).
- Игорь Власюк (декабрь 2004 — июль 2005 года).
- Игорь Сергеев (июль — ноябрь 2005 года).
- Олег Иванцов (ноябрь 2005 — июнь 2006).
- Георгий Осипов (август-2006 — июнь 2007 года).
- Юрий Свирко (июнь 2007 — апрель 2008 года).
- Александр Бердинских (7 апреля 2008[9] — 9 апреля 2010 года[10]).
- Дмитрий Горюнов (с 12 апреля 2010[11]).